# Wollenberg (Hellenthal)
Wollenberg ist ein Ortsteil der Gemeinde Hellenthal im Kreis Euskirchen, Nordrhein-Westfalen. 

## Lage
Der Ortsteil liegt östlich von Hellenthal zwischen den Ortschaften Reifferscheid und Sistig. Am östlichen Ortsrand verläuft die Landesstraße 203.

## Geschichte
Seit wann es das Dorf gibt, ist nicht eindeutig belegt. Eine Nachricht des Jahres 1673 berichtet, dass bereits 100 Jahre vor der Kapelle zu Wollenberg der „Sebastianus-Acker“ gestiftet worden sei. Eine Überlieferung erzählt, dass das Dorf damals an einer anderen Stelle, genannt „Kierchheck“, gestanden habe, aber alle Einwohner bis auf einen Mann der Pest erlegen seien. Dieser Mann habe dann den Grundstein für die neue Siedlung an ihrem heutigen Ort gelegt. Daher ist die Kapelle dem Heiligen Sebastian, dem Schutzpatron gegen die Pest, geweiht. Zur Kapelle gehört der Friedhof, der seit einigen Jahren vom Friedhofsverein Wollenberg gepflegt wird. Seitdem wurden mit viel Eigenleistung die Friedhofsmauer saniert und neue Wege sowie ein Brunnen angelegt. 
Neben der Kapelle ist noch das sogenannte „Kapellchen“ für den Heiligen Michael zu erwähnen. Es steht auf der Sistig zugewandten Seite des Ortes und beherbergt eine Holzfigur des Schutzpatrons der Ritter, der Söldner, der Kaufleute und Seeleute, dem Beschützer der Kirche.

Wollenberg
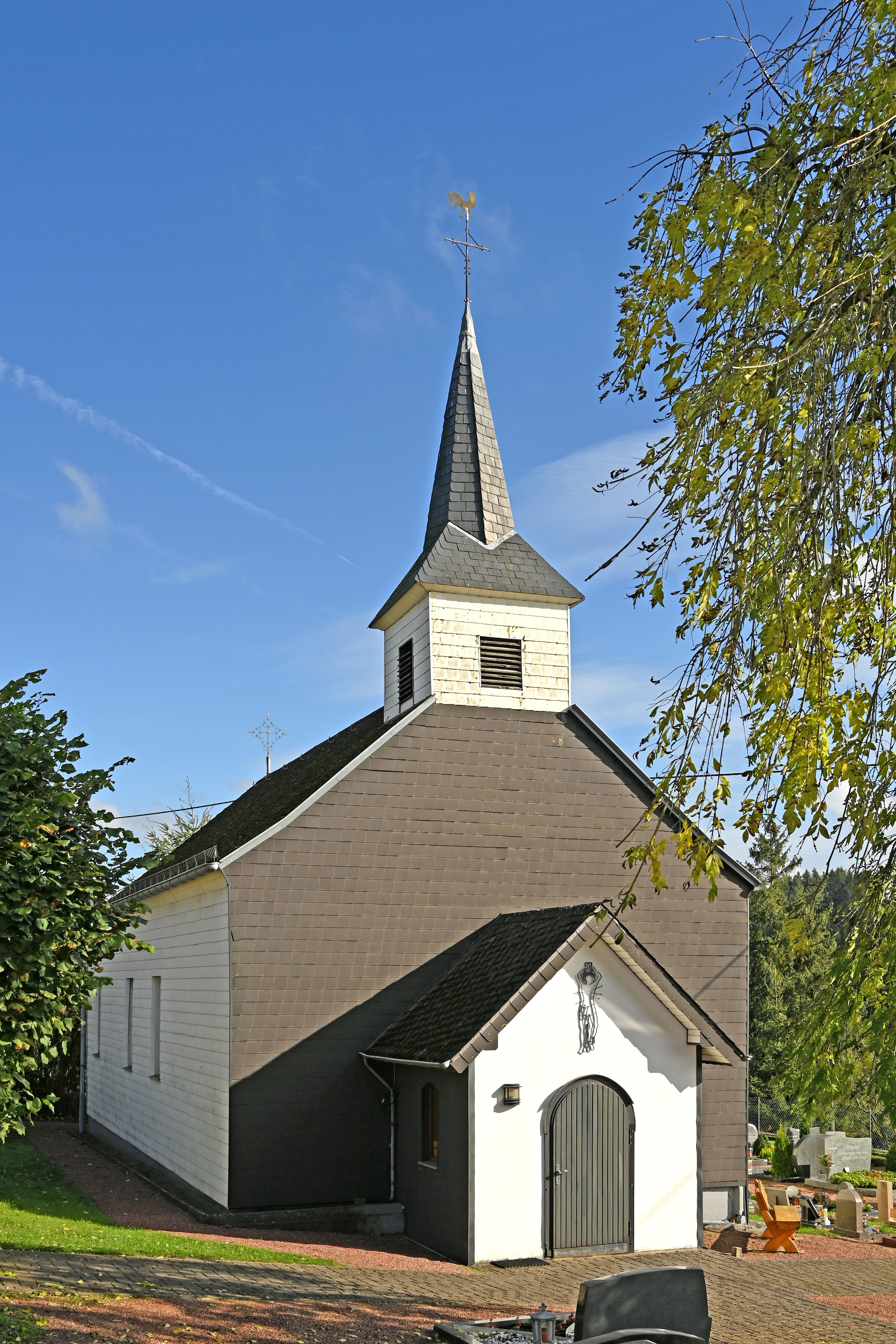
St. Sebastian
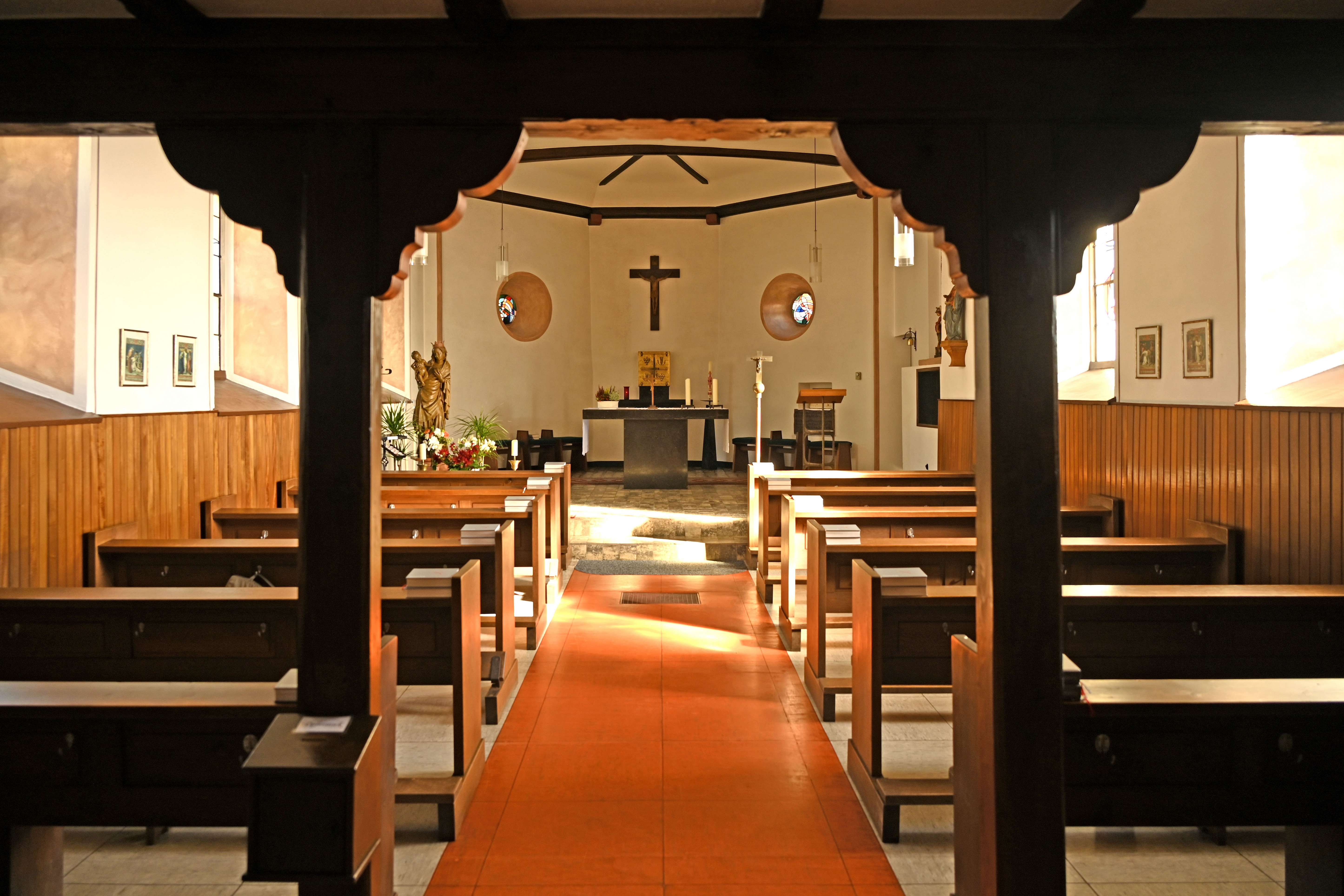
Innenraum
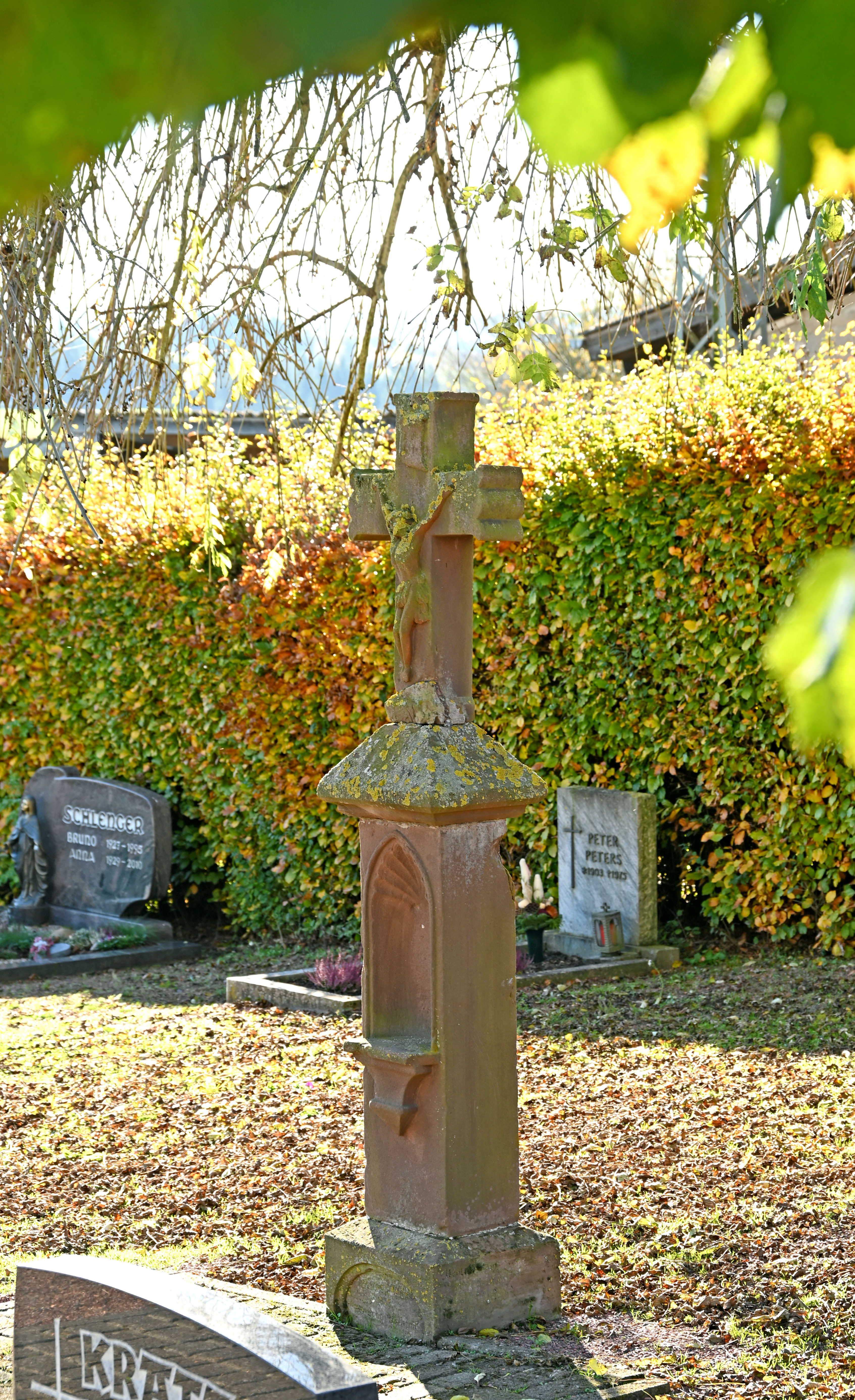
Friedhofskreuz
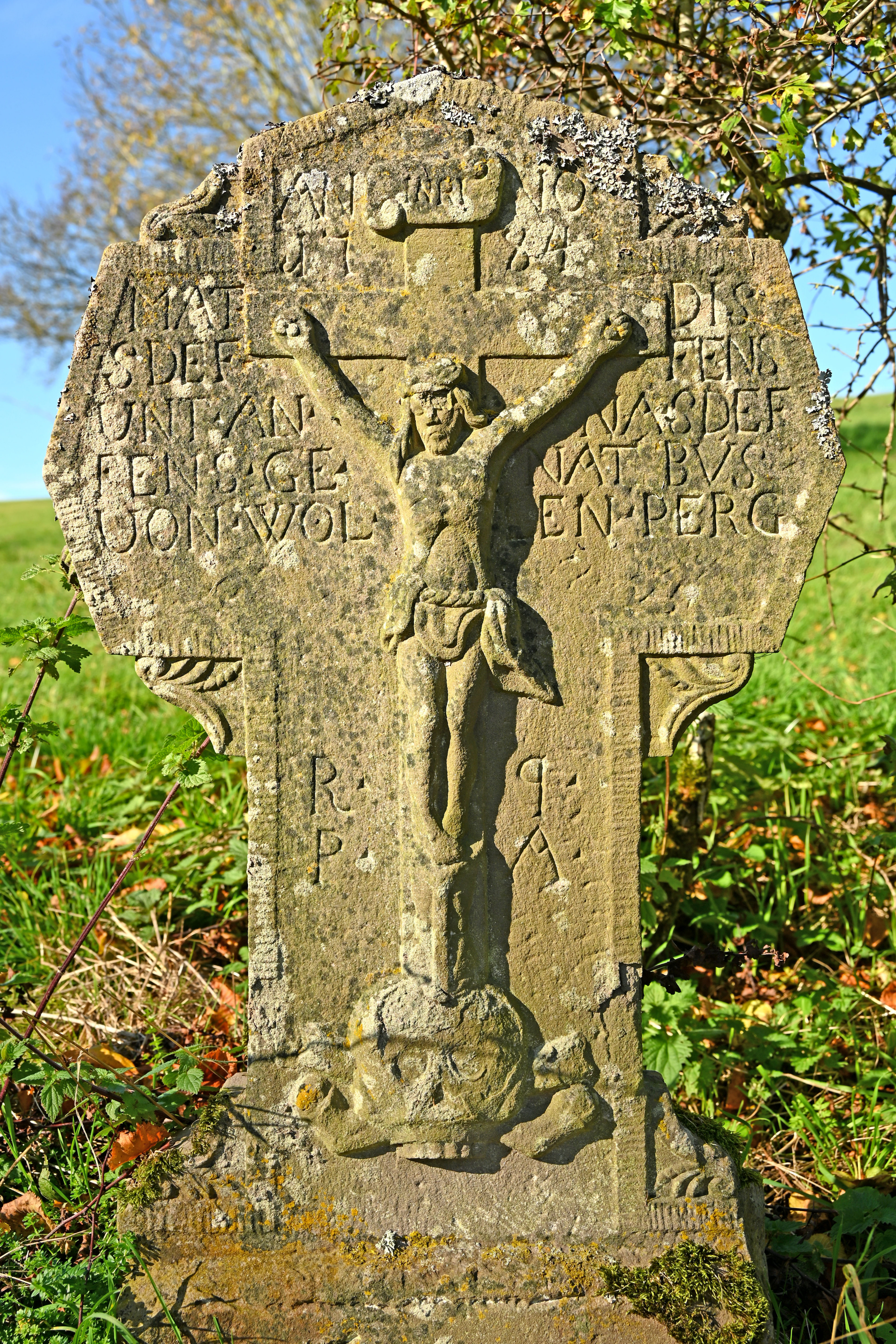
Wegekreuz
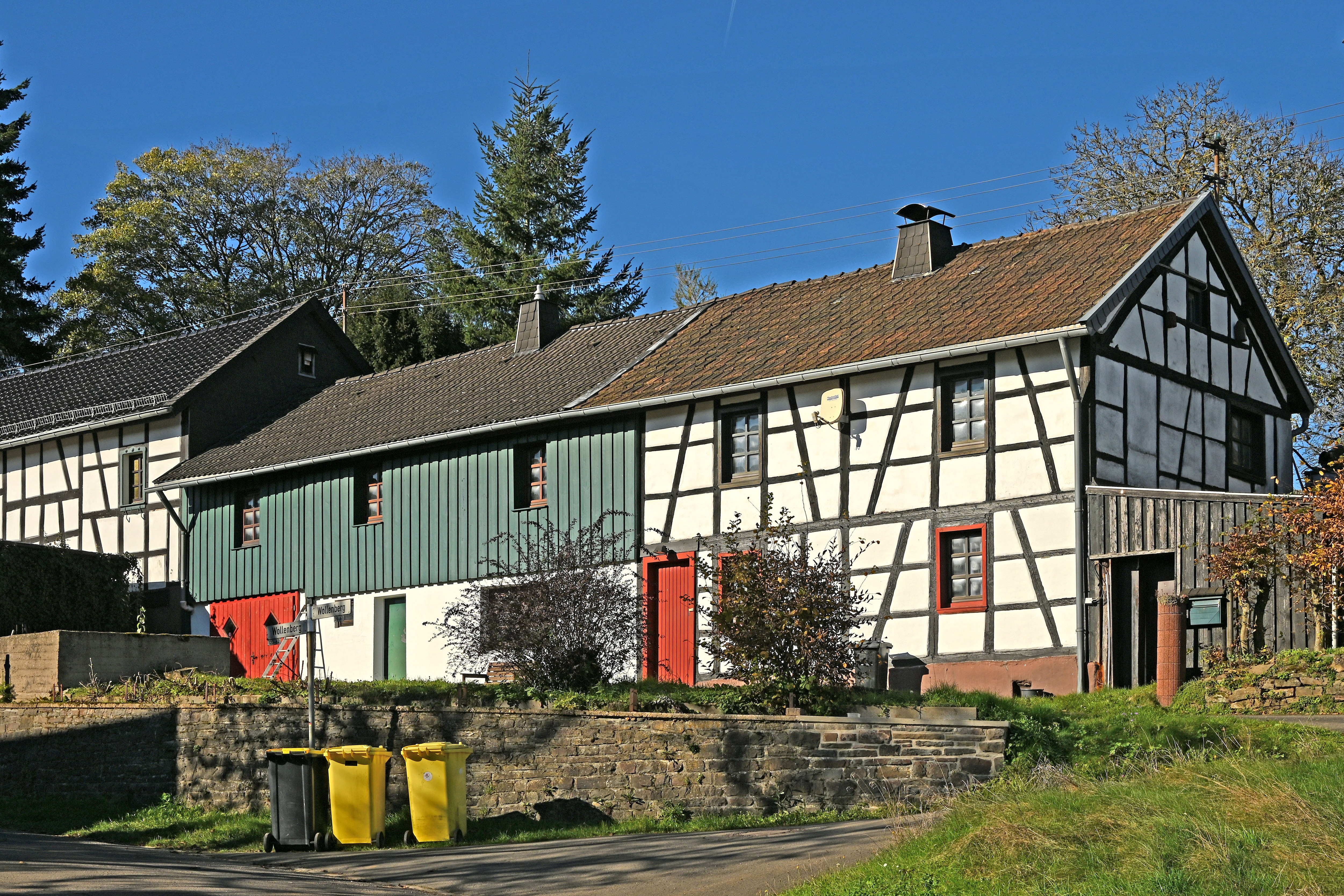
Fachwerkhaus
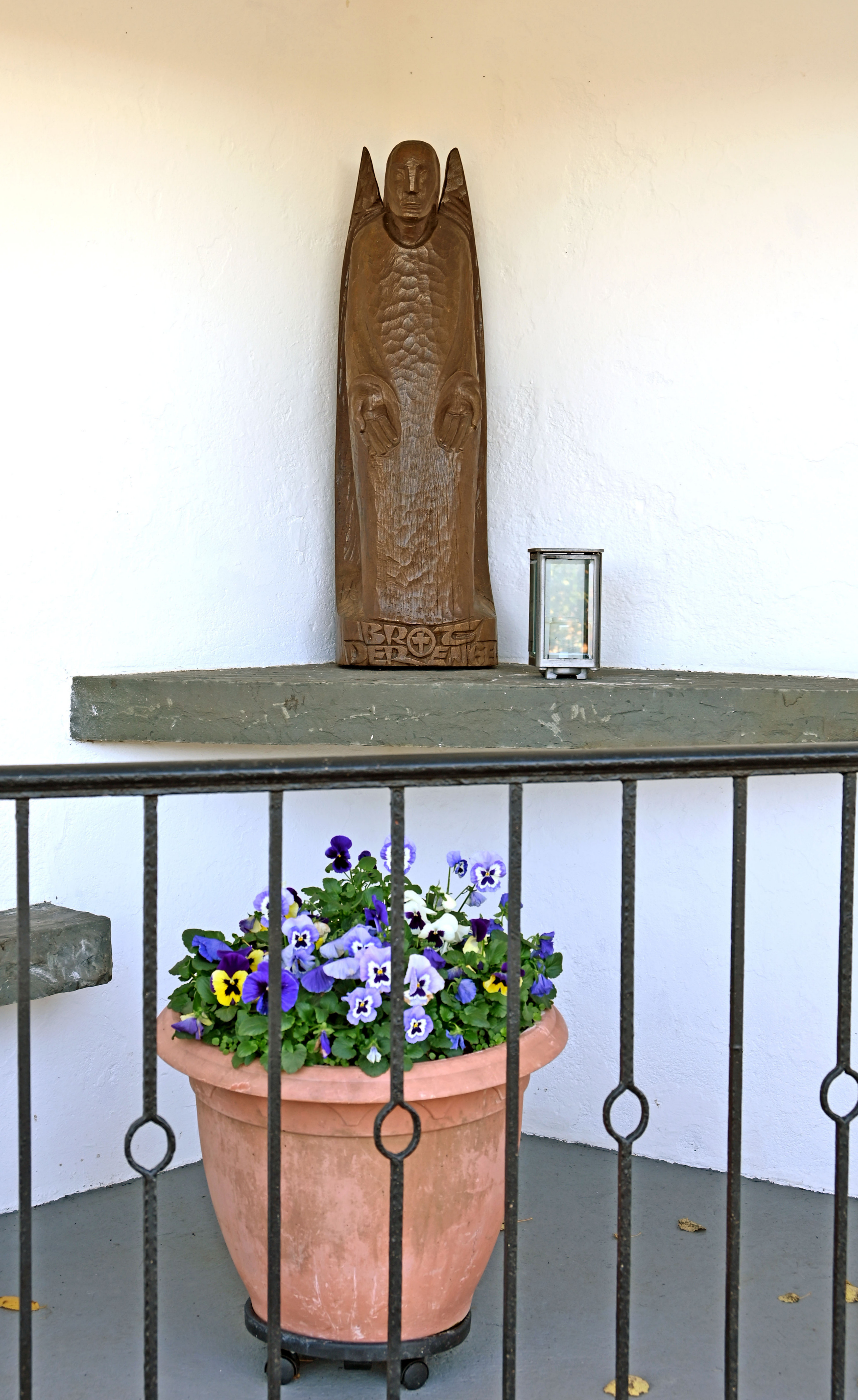
St. Michael-Kapelle

## Infrastruktur und Verkehr
In Wollenberg gibt es ein Dorfgemeinschaftshaus, das in der ehemaligen Volksschule (Baujahr 1962) untergebracht ist. Dieses wurde zuletzt als integrative Kindertagesstätte genutzt. Auf dem nahegelegenen Altenberg befinden sich Burgreste, die noch nicht identifiziert wurden.
Die VRS-Buslinie 879 der RVK verbindet den Ort, ausschließlich als TaxiBusPlus nach Bedarf, mit seinen Nachbarorten und mit Hellenthal.
| Linie | Verlauf |
| ----- | --- |
| 879   | MiKE / AST-Verkehr: Wildgehege – (Hohenberg ←) Oleftalsperre – (Hohenberg →) Hellenthal – Blumenthal – Ingersberg – Eichen – Felser – Wollenberg |